# 希皮

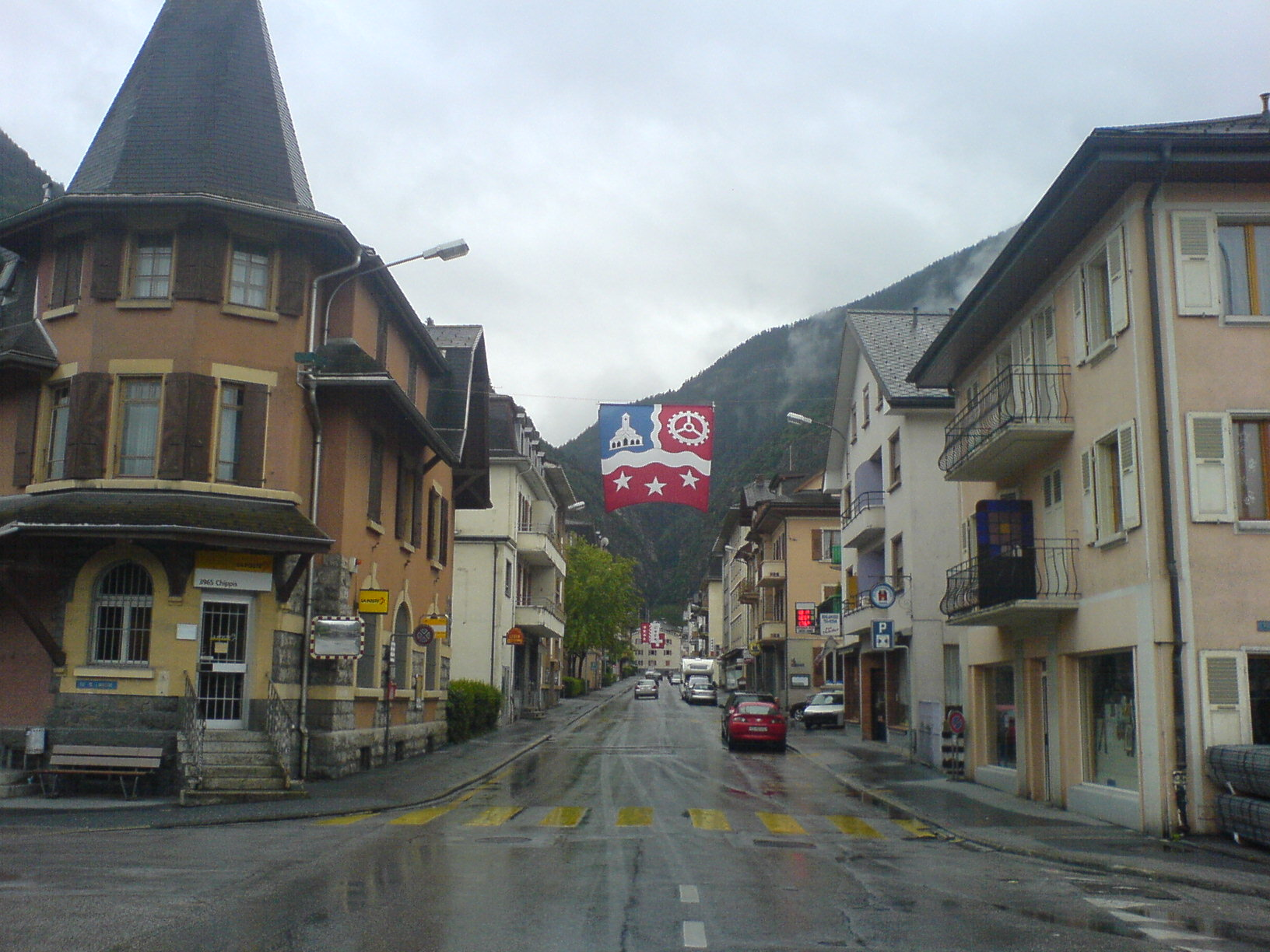

希皮是瑞士的城鎮，位於該國南部，由瓦萊州負責管轄，面積1.98平方公里，海拔高度532米，2011年人口1,644，八成人口信奉羅馬天主教，人口密度每平方公里830人。

## 外部連結
- 官方网站 （法文）